# Феодора (дочь Константина VII)
Феодора (греч. Θεοδώρα — Дар Божий; около 946 — X век) — византийская императрица, вторая супруга императора Иоанна I Цимисхия. Дочь императора Константина VII Багрянородного и Елены Лакапины, дочери императора Романа I Лакапина и Феодоры.

## Биография
Хроника Продолжателя Феофана — продолжение летописи Феофана Исповедника другими летописцами, действовавшими во времена правления её отца. Хроника заканчивается в 961 году и содержит сведения о жизни Феодоры после смерти Константина VII 9 ноября 959 года. Её брат Роман II вступил на престол, и его жена Феофано убедила его отправить всех пятерых его сестёр — Феодору, Зою, Агафию, Феофано и Анну — в монастырь Каниклеона. Позже их разделили: Феодору, Зою и Феофано отправили в монастырь Антиоха, а Агафию и Анну отправили в женский монастырь Мирелейон, построенный их дедом по материнской линии.
В то время как сёстры вели жизнь монахинь, на имперском троне происходили перемены. Роман II умер 15 марта 963 года. Его соправителями и преемниками были его несовершеннолетние сыновья Василий II и Константин VIII. Их мать была регентом до свадьбы с победоносным военачальником Никифором II. Никифор восседал на престоле как старший император. Однако Феофано и Иоанн Цимисхий, племянник Никифора, организовали его убийство в ночь с 10 на 11 декабря 969 года.
Иоанн стал старшим императором вместо Никифора. Феофано была сослана на остров Принкипо. Его брак с Марией Склириной укрепил союз с военачальником Вардой Склиром, но лояльность остальной части Византийской империи была не столь сильной. Иоанн исправил ситуацию, освободив Феодору из Мирелейона и женившись на ней. По словам Льва Диакона, свадьба состоялась на втором году царствования, по уточнению Яхья Антиохийского — в ноябре 970 года. Джоан М. Хасси приписывает этому браку рождение дочери — Феофано Куркуасы.
Иоанн I Цимисхий умер 10 января 976 года. Остаётся неясным, была ли Феодора ещё жива на тот момент.